# Pierre Savorgnan de Brazza
Pietro Paolo Savorgnan di Brazzà, vagy Pierre Paul François Camille Savorgnan de Brazza (1852. január 26. – 1905. szeptember 14.) olasz felfedező. Ő nyitotta meg Franciaország számára az utat a Kongó völgyében, és ez vezetett végül a nyugat-afrikai francia gyarmatok megalapításához. Könnyed modora, charme-ja és barátságos viselkedése az afrikaiakkal legendás volt.

## Élete
Rómában született, Ascanio Savorgnan di Brazzà udinei gróf hetedik fiaként. Apjának sok francia kapcsolata volt. Pietro Brest francia tengerészeti iskolájába járt, ahol zászlósként végzett. A Jeanne d'Arc francia hajón Algériába utazott, ahol elszörnyedt tanújává vált, amint a francia hadsereg Kabyle felkelőket lőtt agyon.
Ezután a szintén francia Venus hajón utazott, amely rendszeresen kikötött Gabonban. 1874-ben Brazza két utat is tett, a Gabon és az Ogoué folyók mentén felfelé. Ezután felajánlotta a kormánynak, hogy forrásáig követi az Ogouét. Befolyásos barátai, Jules Ferry és Léon Gambetta segítettek előkeríteni a szükséges pénz egy részét, a többit a saját zsebéből fedezte. Ekkor már francia állampolgár volt, nevét is francia helyesírással kezdte el használni.
Ez az expedíció 1875-től három évig tartott. Brazza gyapottextíliákat és szerszámokat vitt magával, hogy útközben kereskedhessen velük. Csak egy orvos, egy természettudós és egy tucat szenegáli gyalogos katona volt vele. Mélyen a szárazföld belsejébe hatoltak.
1879-ben újabb hároméves expedícióra indult. 1880-ban elérte a Kongó folyót, és itt felajánlotta Makoko de Mbé királynak a francia védnökséget. Makoko, akit érdekeltek a kereskedelmi lehetőségek és vetélytársain is felül akart kerekedni, aláírta a szerződést. Szintén segített megalapítani egy francia települést a Kongó folyónál. Ez lett a későbbi Brazzaville, amelyet Brazzáról neveztek el.
1886-ban Francia Kongó kormányzójává nevezték ki. A korabeli újságírók óriási kontrasztról írnak a Brazza kormányozta tartomány bérei és humánus életkörülményei, és II. Lipót belga király rezsimje közt a Kongó másik oldalán (Kongói Szabadállam). De ezek a jelentések sok befolyásos ellenséget is szereztek neki, a francia sajtóban lejárató kampány indult ellene, ami végül 1898-ban a menesztéséhez vezetett. 1905-ben felkérést kapott, hogy tárja fel a távollétében jelentősen megromlott gyarmati körülményeket, de a francia nemzetgyűlés leszavazta a zavarbaejtő jelentést.
1905 szeptemberében Dakarban halt meg: a láz végzett vele, de olyan hírek terjedtek el, hogy megmérgezték. Sírverse: „une mémoire pure de sang humain” („emlék, amelyhez nem tapad vér”).
Több állatfaj is róla kapta tudományos vagy köznapi nevét, így a Brazza-fecske (Phedina brazzae) és a Brazza-cerkóf (Cercopithecus neglectus) is.